# Referendum w Walii w 1997 roku
Referendum w Walii w 1997 roku odbyło się w dniu 18 września i dotyczyło powstania walijskiego parlamentu oraz odpowiadającego przed nim rządu autonomicznego. Zakończyło się uzyskaniem niewielkiej przewagi przez zwolenników tego rozwiązania, w wyniku czego w 1999 zaczęło działać Walijskie Zgromadzenie Narodowe.

## Okoliczności referendum
Przyznanie większej autonomii częściom składowym Wielkiej Brytanii,  określane mianem procesu dewolucji, było ważnym elementem programu Partii Pracy przed wygranymi przez nią wyborami w 1997 roku. Pierwsze referendum w tej sprawie odbyło się w Walii w 1979 i zakończyło się porażką zwolenników autonomii. W 1997, na tydzień przed głosowaniem w Walii, odbyło się analogiczne referendum w Szkocji, która miała jednak otrzymać większy zakres samodzielności, co wiązało się zarówno z kwestiami historycznymi, jak i ze znacznie silniejszym ruchem nacjonalistycznym oraz wyższym poziomem poparcia społecznego dla autonomii. O ile w Szkocji pytano wyborców nie tylko o kwestię samego istnienia parlamentu, ale także o zakres jego kompetencji, o tyle w Walii ograniczono się tylko do pytania na temat chęci powołania do życia Zgromadzenia Walijskiego. Rozszerzenie kompetencji Zgromadzenia zostało zatwierdzone w kolejnym referendum, w 2011 roku.

## Pytanie referendalne
Pytanie referendalne zostało sformułowane jako para przeciwstawnych zdań oznajmujących. Dla oddania ważnego głosu wyborca musiał wybrać z nich jedno, z którym się zgadza. 
|                  | TAK                                                     | NIE                                                         |
| ---------------- | ------------------------------------------------------- | ----------------------------------------------------------- |
| wersja angielska | I agree that there should be a Welsh Assembly.          | I do not agree that there should be a Welsh Assembly.       |
| tłumaczenie      | Zgadzam się, że powinno istnieć Zgromadzenie Walijskie. | Nie zgadzam się, że powinno istnieć Zgromadzenie Walijskie. |

źródło:

## Stanowiska głównych partii
Głównym ugrupowaniem politycznym zachęcającym swoich zwolenników do głosowania na NIE była Partia Konserwatywna. Dwa pozostałe spośród głównych ugrupowań ogólnobrytyjskich, Partia Pracy i Liberalni Demokraci, opowiadały się za opcją TAK. Popierała ją również partia Plaid Cymru, uznawana za wyrazicielkę walijskiego nacjonalizmu. 

## Wyniki

Mapa pokazująca wyniki głosowania w poszczególnych jednostkach administracyjnych Walii.

|     | głosów  | %     |
| --- | ------- | ----- |
| TAK | 559 419 | 50,3% |
| NIE | 552 698 | 49,7% |

Frekwencja wyniosła 50,1%.